# Демкіно (Липецька область)
Демкіно (рос. Демкино) — село у Чаплигінському районі Липецької області Російської Федерації.
Населення становить 419  осіб. Належить до муніципального утворення Демкинська сільрада.

## Історія
З 13 червня 1934 до 1937 року у складі Воронезької області, 1937-1954 роках — Рязанської області. Відтак входить до складу Липецької області.
Згідно із законом від 2 липня 2004 року №114-оз органом місцевого самоврядування є Демкинська сільрада.

## Населення
| 2010 | 2012 | 2013 | 2014 | 2015 | 2016 | 2017 |
| ---- | ---- | ---- | ---- | ---- | ---- | ---- |
| 440  | ↗459 | ↘452 | ↘451 | ↘428 | ↗438 | ↘424 |
| 2018 |      |      |      |      |      |      |
| ↘419 |      |      |      |      |      |      |